# Lista de reis de Elão
A seguir é uma lista de reis que governaram em Elão desde a Idade do Bronze até o Império Aquemênida. Algumas datas contemporâneas podem estar incertas.

## Os elamitas
Os elamitas eram um povo localizado no sudoeste do Irã, no que hoje são as províncias do Cuzistão, Ilão, Fars, Buxer, Lorestão, Chaharmahal e Bactiari e Kohkiluyeh e Buyer Ahmad. Sua língua não era semítica nem indo-européia, e eles foram geograficamente os precursores do Império Aquemênida, que apareceu mais tarde.

## Rei elamita namitologia suméria
Este semideus abaixo foi considerado rei elamita por alguns historiadores:
- Humbaba,[1] ca. 2 700 - 2 680 a.C.  – contemporâneo de Gilgamés de Uruque.

## Período Paleoelamita(ca.2390–1465a.C.)

### Dinastia de Avã

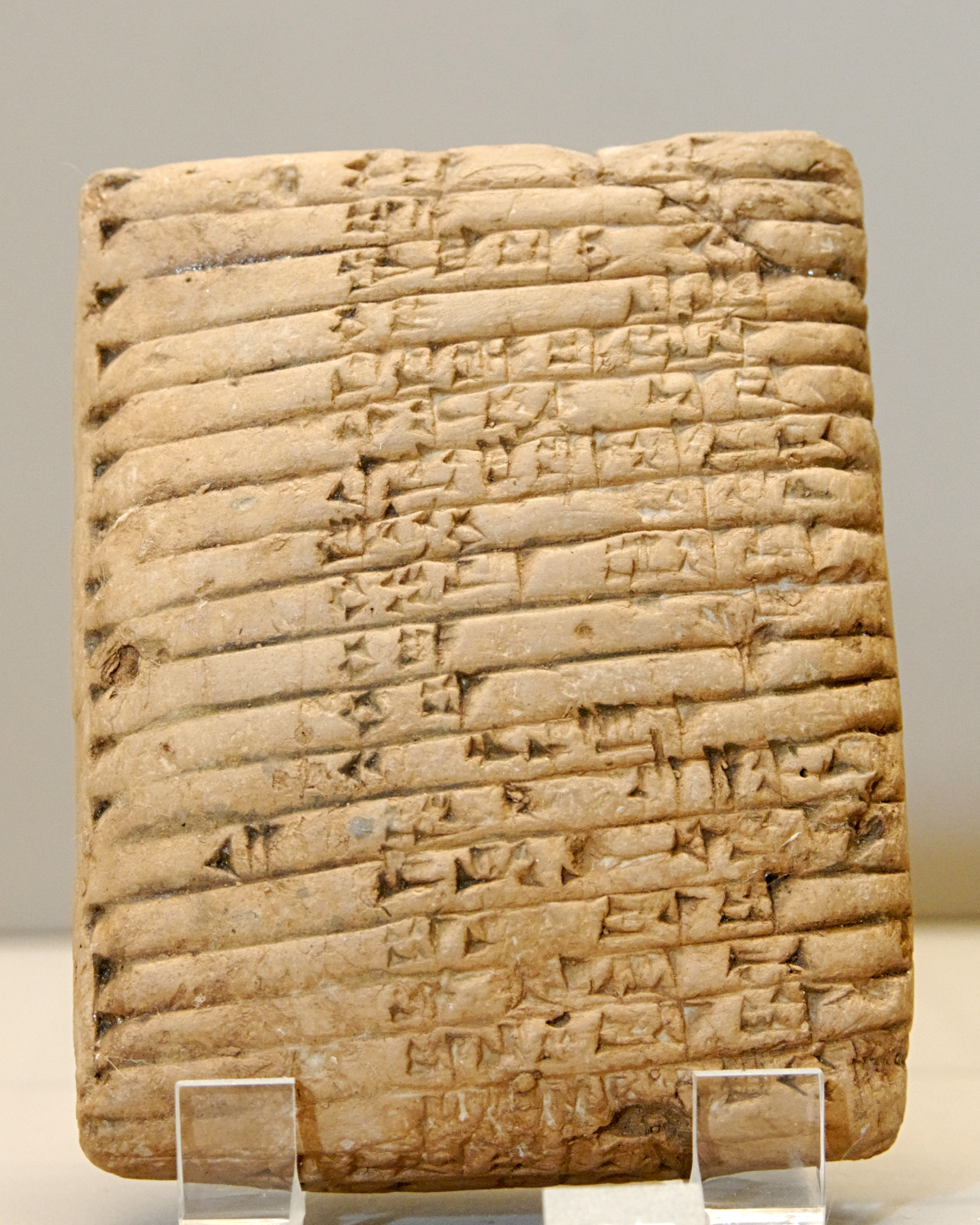
Estela listando os reis da dinastia Avã e Simasqui no Museu do Louvre

Avã era uma cidade-estado ou possivelmente uma região de Elão cuja localização exata é incerta, mas tem sido várias conjecturas como sendo ao norte de Susã, no sul do Lorestão, perto de Dezful ou Godim Tepe.
| Rei               | Reinado             | Comentários                                                                | Nota  |
| ----------------- | ------------------- | -------------------------------------------------------------------------- | ----- |
| Pieli             | ca. 2390–2 365 a.C. |                                                                            | [ 4 ] |
| Tari              | ca. 2365–2 340 a.C. |                                                                            | [ 4 ] |
| Ucutaquis         | ca. 2340–2 315 a.C. |                                                                            | [ 4 ] |
| Hisur             | ca. 2315–2 290 a.C. |                                                                            | [ 4 ] |
| Susuntarana       | ca. 2290–2 265 a.C. |                                                                            | [ 4 ] |
| Napilus           | ca. 2265–2 240 a.C. |                                                                            | [ 4 ] |
| Quicusimetenti    | ca. 2240–2 215 a.C. | Contemporâneo de Sargão da Acádia.                                         | [ 4 ] |
| Luquissã          | ca. 2215–2 190 a.C. |                                                                            | [ 4 ] |
| Hisepe-Ratepe     | ca. 2190–2 175 a.C. | Filho de Luquissã; Contemporâneo de Rimus da Acádia.                       | [ 4 ] |
| Espum             | ca. 2175–2 165 a.C. | Contemporâneo de Manistusu da Acádia.                                      | [ 4 ] |
| Ilismani          | ca. 2165–2 140 a.C. |                                                                            | [ 4 ] |
| Epirmupi          | ca. 2140–2 115 a.C. | Contemporâneo de Narã-Sim da Acádia.                                       | [ 4 ] |
| Desconhecido      | ca. 2115–2 090 a.C. |                                                                            | [ 4 ] |
| Hielu I           | ca. 2090–2 065 a.C. |                                                                            | [ 4 ] |
| Hita              | ca. 2065–2 040 a.C. |                                                                            | [ 4 ] |
| Puzur-Insusinaque | ca. 2040–2 015 a.C. | Filho de Simpiquesuque; Deposto por Ur-Namu de Ur, dando o fim à dinastia. | [ 4 ] |

Após o declínio, houve dois reis da dinastia que governaram Avã até 1 954 a.C., onde foi extinta a cidade:
| Rei                           | Reinado             | Comentários | Nota  |
| ----------------------------- | ------------------- | --- | ----- |
| Hielu II                      | ca. 2015–1 990 a.C. | | [ 5 ] |
| Cudur-Lagamar ou Quedorlaomer | ca. 1998–1988 A.C   | Contemporâneo de Abraão; Se juntou com três reis para lutar contra cinco na Batalha de Sidim; Foi morto por Bera de Sodoma. | [ 5 ] |

### Dinastia de Simasqui

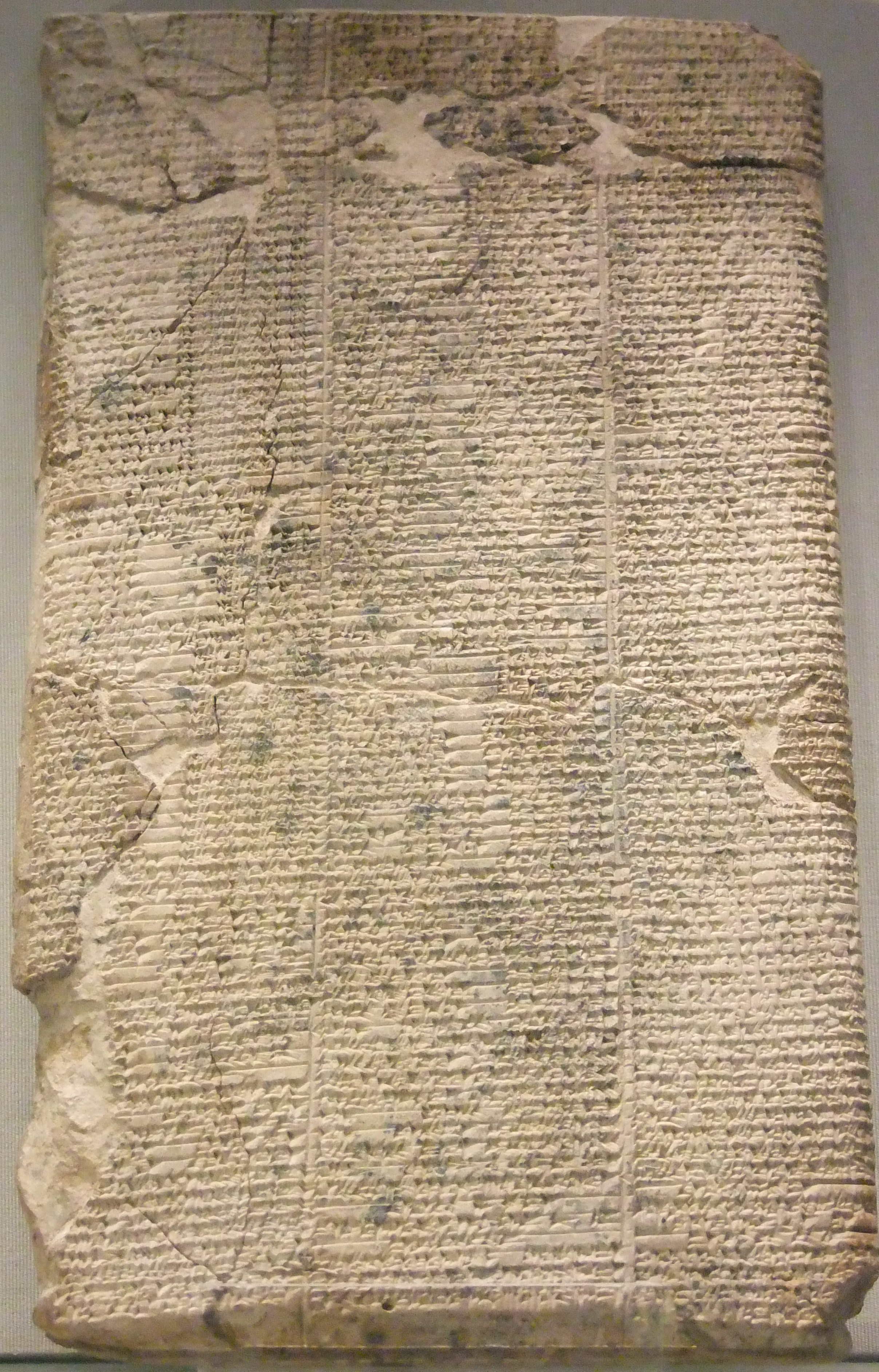
Lamentação de Ur citando o rei elamita Quindatu

Após a queda da dinastia anterior, a dinastia de Simasqui (ou somente Simasqui) se levantou. O historiador Touraj Daryaee sugere que, apesar da impressão da lista de reis de que os governantes de Simasqui eram uma dinastia de governantes sequenciais.
| Rei            | Reinado             | Comentários | Nota        |
| -------------- | ------------------- | --- | ----------- |
| Desconhecido   | ca. 2020–1 990 a.C. | | [ 4 ]       |
| Guirname       | ca. 1990–1 955 a.C. | | [ 4 ]       |
| Tazita I       | ca. 1955–1 940 a.C. | | [ 4 ]       |
| Ebarate I      | ca. 1940–1 935 a.C. | | [ 4 ]       |
| Tazita II      | ca. 1935–1 925 a.C. | | [ 4 ]       |
| Lurraque-Lucã  | ca. 1925–1 915 a.C. | | [ 4 ]       |
| Quindatu       | ca. 2016–1998 A.C   | Conquistou e destruiu Ur. | [ 4 ]       |
| Idadu I        | ca. 1905–1 890 a.C. | Contemporâneo de Idindagã de Isim; Mencionado numa bacia citando que ele se dedicou aos deuses Insusinaque, Samas, Inana e Sim. | [ 4 ] [ 7 ] |
| Tã-Rucuratir I | ca. 1890–1 875 a.C. | Filho de Idadu I; Se casou com Mecubi, mãe de Bilalama de Esnuna.                                                               | [ 4 ] [ 7 ] |
| Ebarate II     | ca. 1875–1 855 a.C. | | [ 4 ]       |
| Idadu II       | ca. 1855–1 825 a.C. | | [ 4 ]       |
| Idadunapir     | ca. 1825–1 795 a.C. | | [ 4 ]       |
| Idadutenti     | ca. 1795–1 765 a.C. | Último rei da dinastia. | [ 4 ]       |

### Dinastia epartida (ou Sucalmá)
A dinastia epartida ou Sucalmá foi uma dinastia que era contemporâneo da anterior. Acredita-se que o fundador desta dinastia deva ser Ebarate II de Simasqui. Ela foi aproximadamente contemporânea ao Antigo Império Assírio e ao período da Antiga Babilônia na Mesopotâmia.
| Rei             | Reinado             | Comentários                                                                                                | Nota  |
| --------------- | ------------------- | --- | ----- |
| Ebarate II      | ca. 1875–1 855 a.C. | | [ 4 ] |
| Silaca          | ca. 1855–1 835 a.C. | Filho de Ebarate II. Contemporâneo de Idadu II de Simasqui.                                                | [ 4 ] |
| Tenti-Agum I    | ca. 1835–1 815 a.C. | Filho de Silaca.                                                                                           | [ 4 ] |
| Palaissã        | ca. 1815–1 795 a.C. | | [ 4 ] |
| Cuque-Quirmas   | ca. 1795–1 775 a.C. | | [ 4 ] |
| Cuque-Nacudi    | ca. 1775–1 755 a.C. | Filho de Cuque-Quirmas.                                                                                    | [ 4 ] |
| Cuque-Nasur I   | ca. 1755–1 735 a.C. | Filho de Cuque-Nacudi.                                                                                     | [ 4 ] |
| Atausu          | ca. 1735–1 715 a.C. | Filho de Cuque-Nasur (?).                                                                                  | [ 4 ] |
| Siruquetu       | ca. 1715–1 695 a.C. | | [ 4 ] |
| Siueparalupaque | ca. 1695–1 670 a.C. | Filho de Siruquetu; Contemporâneo de Hamurabi da Babilônia, Zinrilim de Mari e de Samsiadade I da Assíria. | [ 8 ] |
| Cuduzulus I     | ca. 1670–1 645 a.C. | Filho de Siruquetu.                                                                                        | [ 8 ] |
| Cutir-Nacunte I | ca. 1645–1 620 a.C. | Filho de Cuduzulus I.                                                                                      | [ 8 ] |
| Tenti-Agum II   | ca. 1620–1 595 a.C. | Filho de Cutir-Nacunte I.                                                                                  | [ 8 ] |
| Cutir-Silaca    | ca. 1595–1 570 a.C. | Filho de Tenti-Agum II.                                                                                    | [ 8 ] |
| Cuque-Nasur II  | ca. 1570–1 545 a.C. | Filho de Cutir-Silaca.                                                                                     | [ 8 ] |
| Cuduzulus II    | ca. 1545–1 525 a.C. | Filho de Cuque-Nasur II (?).                                                                               | [ 8 ] |
| Tã-Uli          | ca. 1525–1 505 a.C. | | [ 8 ] |
| Tentialqui      | ca. 1505–1 485 a.C. | Filho de Tã-Uli.                                                                                           | [ 8 ] |
| Cuque-Nasur III | ca. 1485–1 465 a.C. | Filho de Tã-Uli (?); Último rei da dinastia                                                                | [ 8 ] |

## Período Médioelamita

### Dinastia quidinuída
A dinastia quidinuída (ou somente quidinuídas) foi primeira dinastia do Período Médioelamita. A partir disto, os reis elamitas passam a ter um título de "Rei de Susã e Ansã" e a língua acádia é substituída pela elamita.
| Rei                         | Reinado             | Comentários                           | Nota  |
| --------------------------- | ------------------- | ------------------------------------- | ----- |
| Quidinu                     | ca. 1465–1 450 a.C. |                                       | [ 8 ] |
| Insusinaque-Sunquir-Napipir | ca. 1450–1 440 a.C. |                                       | [ 8 ] |
| Tã-Rucuratir II             | ca. 1440–1 435 a.C. |                                       | [ 8 ] |
| Sala                        | ca. 1435–1 425 a.C. |                                       | [ 8 ] |
| Teptiracar                  | ca. 1425–1 405 a.C. | Deposto por Curigalzu I da Babilônia. | [ 8 ] |

### Dinastia iguealquida
A dinastia iguealquida (ou dos iguealquidas) surgiu após a queda da anterior. Acredita-se que os reis desta dinastia se casaram com princesas cassitas.
| Rei              | Reinado             | Comentários                    | Nota   |
| ---------------- | ------------------- | ------------------------------ | ------ |
| Iguealqui        | ca. 1405–1 385 a.C. |                                | [ 8 ]  |
| Paquirissã       | ca. 1385–1 375 a.C. | Filho de Igealqui.             | [ 8 ]  |
| Atarquita        | ca. 1375–1 365 a.C. | Filho de Paquirissã.           | [ 8 ]  |
| Umpacas-Napirisa | ca. 1365–1 360 a.C. | Filho de Atarquita.            | [ 8 ]  |
| Quidinutrã I     | ca. 1360–1 355 a.C. | FIlho de Umpacas-Napirisa. (?) | [ 8 ]  |
| Humbã-Numena     | ca. 1355–1 345 a.C. | Filho de Quidinutrã I.         | [ 8 ]  |
| Untas-Napirisa   | ca. 1345–1 305 a.C. | Filho de Humbã-Numena.         | [ 8 ]  |
| Quidinutrã II    | ca. 1305–1 275 a.C. | Filho de Untas-Napirisa.       | [ 8 ]  |
| Napirisa-Untas   | ca. 1275–1 245 a.C. | Filho de Quidinutrã II.        | [ 8 ]  |
| Quidinutrã III   | ca. 1245–1 215 a.C. | Filho de Napirisa-Untas.       | [ 10 ] |

### Dinastia sutrúquida
A dinastia sutrúquida foi umas das importantes dinastias de Elão, apesar de ser contemporânea das dinastias cassita e de Isim da Babilônia.
| Governante            | Reinado                   | Linhagem e principal evento                                                                   |
| --------------------- | ------------------------- | --------------------------------------------------------------------------------------------- |
| Halutus-Insusinaque I | ca. 1210–1 185 a.C.       |                                                                                               |
| Sutruque-Nacunte I    | ca. 1185–1 155 a.C.       | Filho de Halutus-Insusinaque. Saqueou a Babilônia.                                            |
| Cutir-Nacunte II/III  | ca. 1155–1 150 a.C.       | Filho de Sutruque-Nacunte. Depôs Enlilnadinaque da Babilônia.                                 |
| Silaque-Insusinaque   | ca. 1150–1 120 a.C.       | Filho de Sutruque-Nacunte. Contemporâneo de Marduquecabiteaquesu da Babilônia.                |
| Hutelutus-Insusinaque | ca. 1120–1 110 a.C.       | Filho de Cutir-Nacunte ou Silaque-Insusinaque. Contemporâneo de Nabucodonosor I da Babilônia. |
| Silinacanru-Lagamar   | ca. 1 110 a.C. (?)        |                                                                                               |
| Humbã-Numena II       | c. século XI a.C.         |                                                                                               |
| Sutruque-Nacunte II   | c. século XI a.C.         | Filho de Humbã-Numena II.                                                                     |
| Sutur-Nacunte I       | c. século XI a.C.         | Filho de Humbã-Numena II.                                                                     |
| Marbitipolassar       | c. 983 a.C. - c. 978 a.C. | "Filho de Elão". Fez uma dinastia na Babilônia.                                               |

A partir disto, houve três reis cujos reinados não foram identificados e o fim do Período Médioelamita.

## Período Neoelamita

### Dinastia Humbã-Taride
| Governante               | Reinado      | Comentários                      |
| ------------------------ | ------------ | -------------------------------- |
| Humbã-Tará               | 760–743 a.C. |                                  |
| Humbã-Nicas I            | 743–717 a.C. |                                  |
| Sutruque-Nacunte III     | 717–699 a.C. |                                  |
| Halutus-Insusinaque II   | 699–693 a.C. |                                  |
| Cutir-Nacunte IV         | 693–692 a.C. |                                  |
| Humbã-Numena III         | 692–689 a.C. |                                  |
| Humbã-Haltas I           | 689–681 a.C. |                                  |
| Humbã-Haltas II          | 680–675 a.C. |                                  |
| Urtaque                  | 675–664 a.C. |                                  |
| Tempiti-Hubã-Insusinaque | 664–653 a.C. | Filho de Silaque-Insusinaque II. |
| Humbãnicas III           | 653–651 a.C. | Filho de Urtaque.                |
| Tamaritu I               | 651–649 a.C. |                                  |
| Indabibi                 | 649–648 a.C. |                                  |
| Humbã-Haltas III         | c. 648 a.C.  |                                  |
| Umbacabua                | c. 647 a.C.  |                                  |
| Tamaritu II              | c. 647 a.C.  |                                  |

A partir disto, Elão é capiturado por Assurbanípal (r. 668–627 a.C.) da Assíria.